# 18e étape du Tour d'Espagne 2010
La 18e étape du Tour d'Espagne 2010 s'est déroulée le jeudi 16 septembre 2010 entre Valladolid et Salamanque, sur 153 km. Elle a été remportée au sprint par le coureur britannique Mark Cavendish, de l'équipe HTC-Columbia.

## Classement de l'étape
|    | Coureur                | Pays        | Équipe              |    | Temps           |
| -- | ---------------------- | ----------- | ------------------- | -- | --------------- |
| 1  | Mark Cavendish         | Royaume-Uni | HTC-Columbia        | en | 3 h 27 min 11 s |
| 2  | Juan José Haedo        | Argentine   | Saxo Bank           | +  | m.t             |
| 3  | Manuel António Cardoso | Portugal    | Footon-Servetto     |    | m.t             |
| 4  | Tyler Farrar           | États-Unis  | Garmin-Transitions  |    | m.t             |
| 5  | Samuel Dumoulin        | France      | Cofidis             |    | m.t             |
| 6  | Robert Förster         | Allemagne   | Team Milram         |    | m.t             |
| 7  | Enrique Mata           | Espagne     | Footon-Servetto     |    | m.t             |
| 8  | Greg Van Avermaet      | Belgique    | Omega Pharma-Lotto  |    | m.t             |
| 9  | Wouter Weylandt        | Belgique    | Quick Step          |    | m.t             |
| 10 | Danilo Hondo           | Allemagne   | Lampre-Farnese Vini |    | m.t             |

## Classement général
|    | Coureur           | Pays       | Équipe             |    | Temps            |
| -- | ----------------- | ---------- | ------------------ | -- | ---------------- |
| 1  | Vincenzo Nibali   | Italie     | Liquigas-Doimo     | en | 74 h 47 min 06 s |
| 2  | Ezequiel Mosquera | Espagne    | Xacobeo Galicia    | +  | 38 s             |
| 3  | Peter Velits      | Slovaquie  | HTC-Columbia       |    | 1 min 59 s       |
| 4  | Fränk Schleck     | Luxembourg | Saxo Bank          |    | 3 min 43 s       |
| 5  | Joaquim Rodríguez | Espagne    | Katusha            |    | 3 min 48 s       |
| 6  | Xavier Tondo      | Espagne    | Cervélo TestTeam   |    | 3 min 48 s       |
| 7  | Thomas Danielson  | États-Unis | Garmin-Transitions |    | 3 min 58 s       |
| 8  | Nicolas Roche     | Irlande    | AG2R La Mondiale   |    | 4 min 02 s       |
| 9  | Carlos Sastre     | Espagne    | Cervélo TestTeam   |    | 4 min 16 s       |
| 10 | Luis León Sánchez | Espagne    | Caisse d'Épargne   |    | 5 min 42 s       |

## Abandon
- David Zabriskie (Garmin-Transitions) : non-partant